# Andre Clennon
Andre Clennon est un footballeur international jamaïcain, né le 15 août 1989 à Portmore, Jamaïque.

## Sélection nationale
Andre Clennon reçoit une sélection en équipe nationale face au Salvador, en remplaçant Dane Richards pendant les dix dernières minutes du match.